# Paakinlampi
Paakinlampi är en sjö i Finland. Den ligger i kommunen Sotkamo i landskapet Kajanaland, i den centrala delen av landet, 500 km norr om huvudstaden Helsingfors. Paakinlampi ligger 242 meter över havet. Arean är 13,3 hektar och strandlinjen är 1,52 kilometer lång. Sjön  ingår i Uleälvens huvudavrinningsområde. 